# Być jak John Malkovich
Być jak John Malkovich – amerykański film fabularny z 1999 roku, w reżyserii Spike’a Jonze’a.

## Zarys fabuły
Lalkarz Craig Schwartz (John Cusack), pracujący jako urzędnik w nowojorskim biurowcu odkrywa na piętrze 7 1/2 tunel, pozwalający na „wejście” do umysłu aktora Johna Malkovicha.

## Główne role
- John Cusack – Craig Schwartz
- Cameron Diaz – Lotte Schwartz
- Ned Bellamy – Derek Mantini
- Mary Kay Place – Floris
- Orson Bean – dr Lester
- Catherine Keener – Maxine Lund
- K.K. Dodds – Wendy
- Reginald C. Hayes – Don
- Byrne Piven – kapitan Mertin
- John Malkovich – John Horatio Malkovich